# برنت هاس
برنت هاس (بالإنجليزية: Bernt Haas)‏ (و. 1978  م) هو لاعب كرة قدم، وعارض سويسري، ولد في فيينا، شارك في بطولة أمم أوروبا 2004، مركز لعبه هو مُدَافِع.

## مسيرته الكروية
لعب برنت هاس خلال مسيرته الاحترافية مع 7 أندية في سبعة عشر موسمًا وسجل خلالها 9 أهداف ضمن 296 مباراة. حيث فاز في موسم واحد بالكأس وفي أربعة مواسم بالدوري.
خاض برنت هاس مسيرته مع نادي غراسهوبر زيوريخ في موسم 1994–95 ليلعب معه ثمانية مواسم، مشاركًا في 165 مباراة سجل خلالها 6 أهداف. ثم انتقل إلى نادي سندرلاند في موسم 2001–02 لمدة موسم واحد، حيث شارك في 27 مباراة ولم يسجل أي هدف. لينتقل بعدها إلى نادي بازل في موسم 2002–03 لمدة موسم واحد، مشاركًا في 22 مباراة سجل خلالها هدفًا واحدًا. ثم انتقل إلى نادي وست بروميتش ألبيون في موسم 2003–04 ولمدة موسمين، مشاركًا في 46 مباراة سجل خلالها هدفًا واحدًا أيضًا. هذا وانتقل لاحقًا إلى نادي باستيا في موسم 2004–05 ولمدة موسمين، مشاركًا في 16 مباراة سجل خلالها هدفًا واحدًا أيضًا. ثم انتقل بعدها إلى نادي كولن في موسم 2006–07 لمدة موسم واحد، مشاركًا في 19 مباراة ولم يسجل أي هدف. ليعود وينتقل من جديد، لكن هذه المرة إلى نادي سانت غالن في موسم 2007–08 ولمدة موسمين، مشاركًا في مباراة ولم يسجل أي هدف أيضًا.

## روابط خارجية
- برنت هاس على موقع الاتحاد الدولي (مؤرشف)  (الإنجليزية)
- برنت هاس على موقع الاتحاد الأوربي (الإنجليزية)
- برنت هاس على موقع قاعدة بيانات كرة القدم.إي يو (الإنجليزية)
- برنت هاس على موقع ناشيونال فوتبول تيمز (الإنجليزية)
- برنت هاس على موقع Soccerbase.com (لاعب) (الإنجليزية)
- برنت هاس على موقع عالم كرة القدم.نت (الإنجليزية)